# 미치나가 히로시
미치나가 히로시(일본어: 道永宏, 1956년 10월 8일~)는 일본의 양궁 선수, 지도자이다. 1976년 하계 올림픽 양궁 남자 개인전에서 은메달을 획득했다.

## 경력
미치나가 히로시는 1956년 일본 효고현에서 전직 양궁 선수였던 부모에게서 태어났다. 아버지는 1956년 세계 양궁 선수권 대회에 일본 대표로 참가했으며 선수 경력을 마감한 후 고베시 나다구에 양궁용품상점을 개업했다. 그는 4살에 양궁을 시작했고 중학생일 때 중학교 양궁부에서 활동했다.
미치나가는 고베시립후키아이고등학교를 졸업한 후 도시샤 대학에 입학했고 대학생의 자격으로 1976년 하계 올림픽에 출전했다. 그는 1976년 하계 올림픽 양궁 남자 개인전에서 결승전에 진출했고 결승전에서 미국의 대럴 페이스에 패배해 은메달을 획득했다. 그는 이 올림픽에서 처음으로 메달을 획득한 일본 양궁 선수 기록을 세웠다.
도시샤 대학을 졸업한 후 미치나가는 1980년 하계 올림픽에 출전할 준비를 하고 있었으나 일본이 1980년 하계 올림픽 보이콧에 참가해 올림픽에 출전하지 않는다는 소식을 듣고 양궁 선수 경력을 마감했다. 그는 현재 모교 도시샤 대학의 직원으로 활동하고 있으며 대학 양궁부에서 학생들을 지도하고 있다.